# Ангуло, Хесус
Хесу́с Альбе́рто Ангу́ло Урья́рте (исп. Jesús Alberto Angulo Uriarte; род. 30 января 1998, Кульякан) — мексиканский футболист, защитник мексиканского клуба «УАНЛ Тигрес» и сборной Мексики. Бронзовый призёр Олимпийских игр 2020 года в Токио.

## Клубная карьера
Ангуло — воспитанник клуба «Сантос Лагуна». 17 сентября 2017 года в матче против «Крус Асуль» дебютировал в мексиканской Примере, заменив во втором тайме Вентура Альварадо. В 2018 году помог клубу выиграть чемпионат. Летом 2019 года Ангуло был арендован клубом «Атлас». 20 июля в матче против «Хуареса» он дебютировал за новую команду. В 2021 году Хесус подписал полноценный контракт.

## Международная карьера
8 сентября 2018 года в товарищеском матче против сборной Уругвая Ангуло дебютировал за сборную Мексики.
В 2021 году в составе олимпийской сборной Мексики Ангуло принял участие в летних Олимпийских играх 2020 в Токио. На турнире он сыграл в матчах против команд Южной Кореи, ЮАР, Японии и Бразилии.

## Достижения
Клубные
 «Сантос Лагуна»
- Победитель чемпионата Мексики — Клаусура 2018